# Ann-Britt Leyman
Ann-Britt Leyman, later Olsson (Stenungsund, 10 juni 1922 – Göteborg, 5 januari 2013) was een Zweeds atlete, die voornamelijk actief was in het verspringen en de sprintnummers.

## Loopbaan
Leyman vertegenwoordigde haar land op de Olympische Spelen van 1948 in Londen bij het verspringen en op de 200 m. Bij het verspringen veroverde ze het brons met een sprong van 5,575 m. Bij deze gelegenheid verdrong zij de regerend Europees kampioene, de Nederlandse Gerda van der Kade-Koudijs, met 0,005 m van het erepodium. Op de 200 m sneuvelde ze in de kwalificatieronde.
Op de Europese kampioenschappen van 1946 werd Leyman vierde op de 100 m en zesde op de 200 m. Op de door de Nederlandse ploeg gewonnen 4 x 100 m estafette eindigde zij samen met haar ploeggenotes als vijfde.

## Titels
- Zweeds kampioene 80 m - 1941
- Zweeds kampioene 100 m - 1942, 1943, 1944, 1946, 1947, 1948, 1949
- Zweeds kampioene 200 m - 1942, 1943, 1944, 1945, 1946, 1947, 1949

## Persoonlijke records
| Onderdeel   | Prestatie      | Jaar |
| ----------- | -------------- | ---- |
| 100 m       | 12,0 s (ex-NR) | 1948 |
| 200 m       | 25,8 s         | 1948 |
| verspringen | 5,58 m         | 1948 |

## Palmares

### 100 m
- 1946: 4e EK – 12,2 s

### 200 m
- 1946: 6e EK – 26,2 s

### verspringen
- 1948:  OS – 5,575 m

### 4 x 100 m
- 1946: 5e EK – 49,3 s